# Riversdal
Riversdal (Engels: Riversdale) is een dorp met 16.000 inwoners, in de Zuid-Afrikaanse provincie West-Kaap. Riversdal behoort tot de gemeente Hessequa dat onderdeel van het district Tuinroute is.

## Subplaatsen
Het nationaal instituut voor de statistiek, Stats SA, deelt sinds de census 2011 deze hoofdplaats in in 3 zogenaamde subplaatsen (sub place):
Nature reserve • Riversdale Settlement • Riversdale SP.